# Пауль Циммерманн
Пауль Циммерманн (нім. Paul Zimmermann; нар. 1939, Пліцгаузен) — німецький коваль і скульптор, який створив сучасні ковальські роботи. Циммерманн вважається одним із перших німецьких ковалів, які почали застосовувати інноваційні та сучасні форми у своїй професії. Розроблені ним форми та фігури зараз є частиною ковальської дизайнерської освіти в Німеччині. Ціммерман — перший небританський коваль, який отримав звання асоційованого члена Побожного товариства ковалів.

## Біографія
Пауль Циммерманн народився в Пліцгаузені, Німеччина, у 1939 році, його батьки були фермерами на початку Другої світової війни. Циммерманн розпочав своє традиційне навчання у 1953-1956 роках у віці 14 років. Після закінчення навчання він отримав нагороду для обдарованих учнів і провів час на проміжному навчанні, частково за кордоном, у Швейцарії. У 1962 році він отримав кваліфікацію майстра-ремісника після року навчання в Luisenschule, Мюнхен. Після 1962 року Циммерманн викладав у професійно-технічному училищі в Мюнхені. Після 1963 року Пауль Циммерманн заснував власну майстерню, відому як «Ательє Циммерманна» в Пліцгаузені. Протягом своєї активної трудової діяльності він демонстрував свої роботи та читав лекції на кількох міжнародних зустрічах ковалів. Циммерманн отримав кілька нагород на національному та міжнародному рівнях. Його роботи були представлені на виставках у Німеччині, Англії, Фінляндії, Франції, Італії, Швейцарії, Іспанії, Словенії, Росії, США, Канаді. Роботи Пауля Ціммермана постійно демонструються в Музеї Вікторії та Альберта в Лондоні, Музеї Вюрта в Кюнцельзау, Німеччина, та Національному музеї декоративного металу в Мемфісі.

## Нагороди
- 1962: Стипендіальний фонд обдарованих студентів
- 1974: Золоті нагороди ремісничої ради міста Ройтлінґен
- 1982: Державна премія Ради мистецтв і ремесел землі Баден-Вюртемберг
- 1989: Почесна грамота, Лондон
- 1990: Медаль за заслуги в галузі торгівлі землі Баден-Вюртемберг, Німеччина
- 1994: Почесна асоціація листового металу Німеччини
- 1995: Золота прикраса HMf, Баден-Вюртемберг
- 1995: Премія Карла Ройса, Баден-Вюртемберг
- 1995: Золотий ґудзик на брюках, ITCMD Лондон
- 2002: Премія Ганса Моделя[4]